# Jaroslav Klíma
Jaroslav Klíma (18. května 1913 Praha – 17. listopadu 1939 Praha) byl český student a studentský funkcionář popravený 17. listopadu 1939.

## Život
Jaroslav Klíma vystudoval gymnázium v Křemencově ulici. Poté nastoupil na studium práv na Právnické fakultě Univerzity Karlovy. Svá studia úspěšně ukončil v roce 1937. Již ve svých studentských letech se začal politicky angažovat v řadách české nacionalistické mládeže. V roce 1934 v době insigniády patřil mezi mluvčí českých studentů, byl aktivním členem Mladé generace Československé národní demokracie a posléze Mladého národního sjednocení. Po ukončení vysokoškolských studií nastoupil vojenskou službu. Jako důstojník se v roce 1938 zúčastnil obou dvou mobilizací. Od podzimu 1939 byl předsedou Národního svazu českého studentstva v Čechách a na Moravě.
V listopadu 1939 patřil mezi organizátory posledního rozloučení s Janem Opletalem v Praze a 15. listopadu intervenoval na české policii za propuštění studentů jí zadržených během Opletalova pohřbu. Ve večerních hodinách 16. listopadu 1939 byl zatčen gestapem v rámci represí po schůzi v ústředí Národního studentského svazu v Hopfenštokově ulici (dnes Navrátilova), kde se sešel se svojí kamarádkou; ovšem na samotném jednání schůze přítomen nebyl, což však stačilo nacistům i gestapu jako důvod a tak následujícího dne byl bez soudu popraven v ruzyňských kasárnách.

## Ocenění
- Medaile Za hrdinství in memoriam (2022)

## Fotogalerie

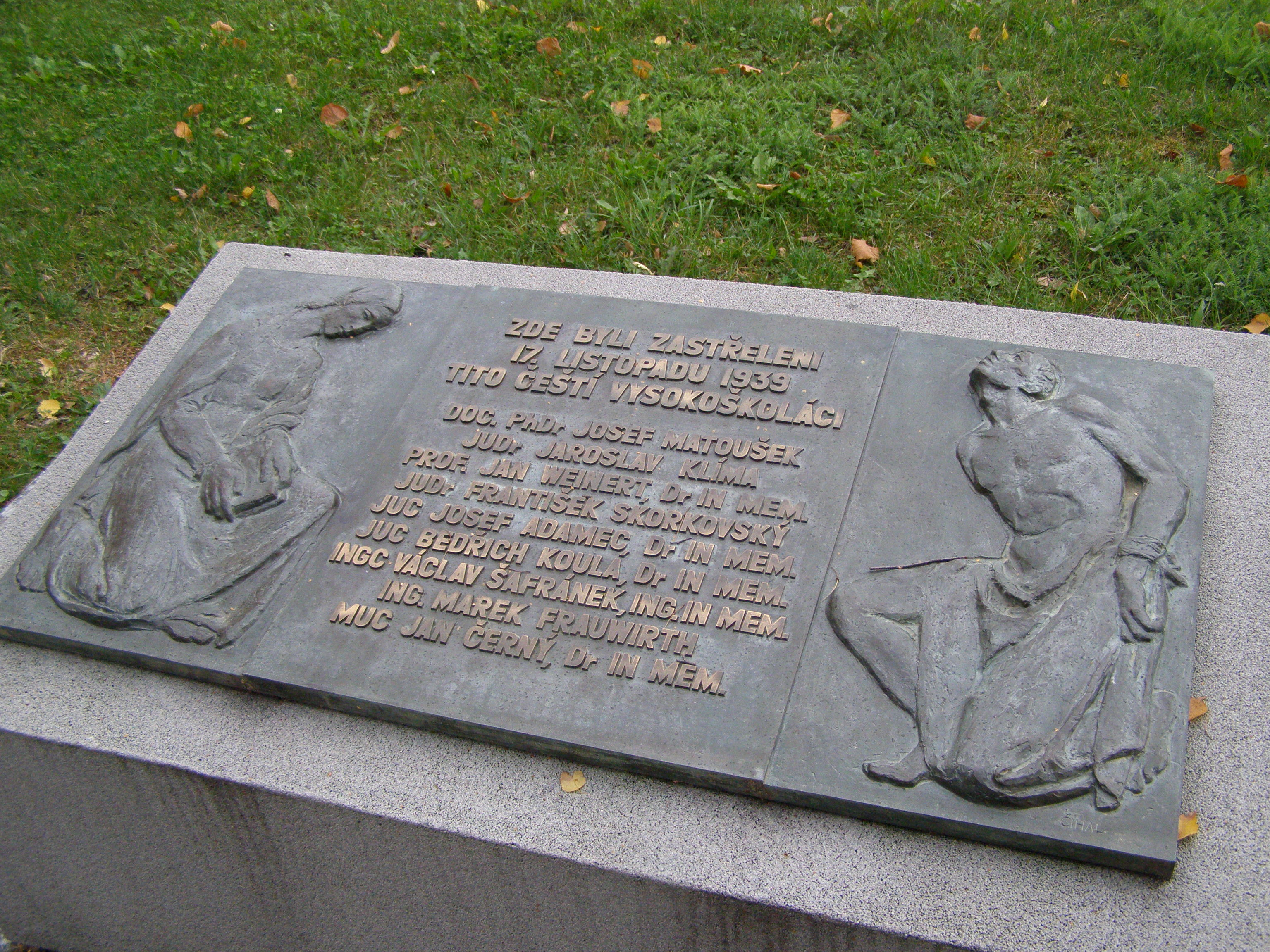
Připomínka popravy devíti hlavních představitelů studentského hnutí dne 17. listopadu 1939 na památníku v kasárnách 17. listopadu v Praze Ruzyni
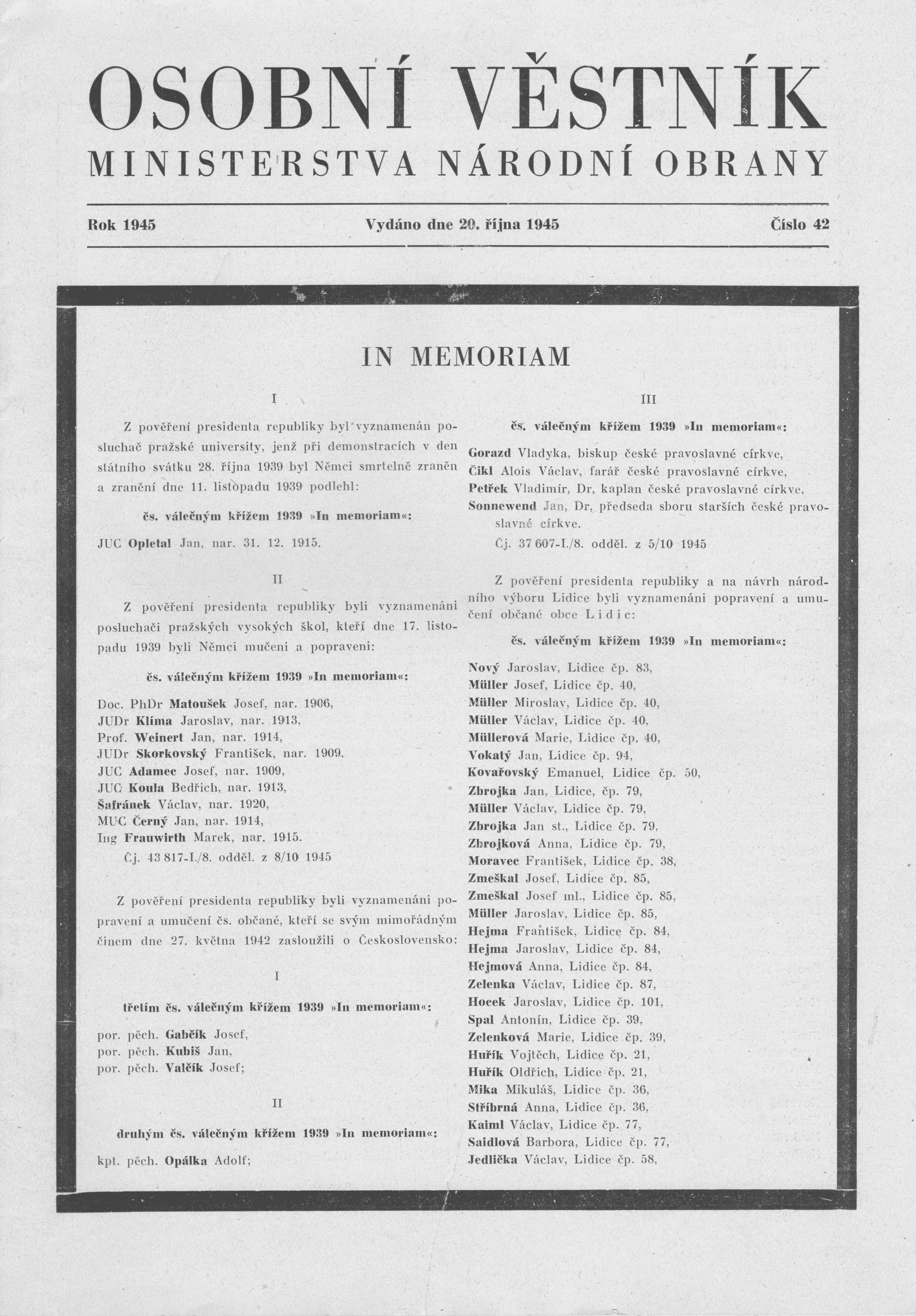
Osobní věstník MNO číslo 42 ze dne 20. října 1945 - titulní strana: udělení Československého válečného kříže 1939-1945